# Robert H. Nugen
Robert Hunter Nugen (* 16. Juli 1809 im Washington County, Pennsylvania; † 28. Februar 1872 in Newcomerstown, Ohio) war ein US-amerikanischer Politiker. Zwischen 1861 und 1863 vertrat er den Bundesstaat Ohio im US-Repräsentantenhaus.

## Werdegang
Im Jahr 1811 kam Robert Nugen mit seinen Eltern in das Columbiana County in Ohio. Er erhielt eine nur eingeschränkte Schulausbildung. Seit 1828 lebte er im Tuscarawas County, wo er in der Landwirtschaft arbeitete. Außerdem war er als Unternehmer tätig. Er bekleidete einige lokale Ämter und wurde Mitglied der Demokratischen Partei. Im Jahr 1860 nahm er an der Democratic National Convention in Charleston teil, auf der sich die Delegierten nicht auf einen Präsidentschaftskandidaten einigen konnten.
Bei den Kongresswahlen des Jahres 1860 wurde Nugen im 15. Wahlbezirk von Ohio in das US-Repräsentantenhaus in Washington, D.C. gewählt, wo er am 4. März 1861 die Nachfolge des Republikaners William Helmick antrat. Bis zum 3. März 1863 konnte er eine Legislaturperiode im Kongress absolvieren. Diese war von den Ereignissen des Bürgerkrieges geprägt. Nach seiner Zeit im US-Repräsentantenhaus zog sich Nugen aus der Politik zurück. Er lebte in Newcomerstown, wo er Leiter der Verwaltung des Ohio Canal war. Diese Position bekleidete er bis zu seinem Tod am 28. Februar 1872.